# Sokoły
Sokoły (Falconinae) – podrodzina ptaków z rodziny sokołowatych (Falconidae).

## Występowanie
Podrodzina obejmuje gatunki drapieżne, zamieszkujące wszystkie kontynenty poza Antarktydą.

## Cechy charakterystyczne
Charakteryzują się silną budową ciała. Mają mocny, krótki, zakończony hakiem dziób. Na bocznych krawędziach górnej części dzioba umieszczony jest wyrostek – tzw. „sokoli ząb”, a na dolnej części – odpowiadające mu wgłębienie. „Sokoli ząb” pozwala im uśmiercać ofiary poprzez chwyt za kark i zgniatanie kręgów szyjnych. Wąskie i długie skrzydła umożliwiają im zręczny i szybki lot. Sokoły wędrowne (Falco peregrinus) potrafią w locie nurkowym osiągnąć prędkość do ok. 320 kilometrów na godzinę. Odżywiają się głównie kręgowcami lądowymi i owadami, zazwyczaj chwytanymi w locie. Z reguły nie budują gniazd – jaja składają na półkach skalnych, w dziuplach lub w opuszczonych gniazdach innych ptaków. Wyprowadzają jeden lęg w roku, składając od 2 do 6 jaj. Doskonale rozwinięte oczy umożliwiają identyfikację ofiary z wysokości.

## Systematyka
Do podrodziny należą następujące plemiona:
- Ibicterini Bonaparte, 1854
- Falconini W.E Leach, 1820